# Joanna Smolarek
Joanna Barbara Smolarek (ur. 26 listopada 1965 w Katowicach) – polska lekkoatletka, sprinterka, wielokrotna mistrzyni i reprezentantka Polski, olimpijka z Seulu (1988).

## Kariera sportowa
Była zawodniczką Startu Katowice (1980-1988) i AZS-AWF Katowice (1989-1992).
Reprezentowała Polskę na Igrzyskach Olimpijskich w 1988, gdzie zajęła 6. miejsce w sztafecie 4 × 100 metrów, z czasem 43,93 (z Jolantą Janotą, Ewą Pisiewicz i Agnieszką Siwek), w biegu na 100 metrów odpadła w ćwierćfinale, z wynikiem 11,35, mistrzostwach Europy w 1986, gdzie w sztafecie 4 × 100 metrów zajęła 6. miejsce, z wynikiem 43,54 (z Ewą Kasprzyk, Urszulą Jaros i Jolantą Janotą) oraz mistrzostwach Europy w 1990, gdzie odpadła w eliminacjach biegów na 100 metrów (z czasem 11,97) i 200 metrów (z czasem 24,51).
Trzykrotnie wystąpiła w finale A Pucharu Europy. W 1987 zajęła 4. miejsce w sztafecie 4 × 100 metrów, z wynikiem 43,91, w 1989 zajęła 5. miejsce w biegu na 100 metrów, z wynikiem 11,54 i 5. miejsce w sztafecie 4 × 100 metrów, z wynikiem 44,12, w 1991 zajęła 7. miejsce w biegu na 100 metrów, z wynikiem 12,04, 6. miejsce w biegu na 200 metrów, z wynikiem 24,05 i 6. miejsce w sztafecie 4 × 100 metrów, z wynikiem 45,28.
Na mistrzostwach Polski seniorek wywalczyła 13 medali, w tym 8 złotych (cztery złote na 100 metrów – w 1989, 1990, 1991 i 1992, dwa złote na 200 metrów – w 1990 i 1991, dwa złote w sztafecie 4 × 100 metrów – w 1989 i 1991) i 5 brązowych (na 100 metrów i 200 metrów w 1988, w sztafecie 4 × 100 metrów w 1983, 1984 i 1992).
Na halowych mistrzostwach Polski seniorek zdobyła 6 medali, w tym 5 złotych (w biegu na 60 metrów w 1987, 1990 i 1991, w biegu na 200 metrów w 1990 i 1991) i 1 srebrny (w biegu na 200 metrów w 1987).
Rekordy życiowe: 
- 100 m – 11,35 (24.09.1988)
- 200 m – 23,50 (13.08.1988)
- 60 m (hala) - 7,38 (7.02.1987)[7]